# 일라이 스톤
《일라이 스톤》(Eli Stone)은 2008년 1월 31일부터 2009년 7월 11일까지 ABC에서 방영된 텔레비전 드라마이다.

## 출연
- 조니 리 밀러
- 빅터 가버
- 너태샤 헨스트리지
- 로레타 더바인